# Gabriel Wikman
Johan Gabriel Wikman (Wickman), född 1 januari 1753, död 24 januari 1821, var en svensk medaljgravör.
Han var son till direktören och medaljgravören Carl Johan Wikman och Helena Maria Avelin och gift med operadansaren Adriana Magdalena Malmberg samt sonson till myntgravören Johan Wikman. Efter att han blev student vid Uppsala universitet 1688 studerade han för Pierre Hubert L'Archevêque från 1768 och vid Konstakademien där han belönades med en jetong 1774 och Second Madaillen 1775. Han arbetade som gravör vid myntverket i Avesta 1772–1777 med undantag av några månader 1776 då han vikarierade för sin far som direktör för Riksbankens stämpelverk. Han vistades i Stettin 1779–1784 där han arbetade som sigillgravör och teckningslärare och återkom till Sverige omkring 1786–1787. Han utsågs till sin fars efterträdare som medaljör vid banken 1791 och kvarstannade i denna tjänst till 1818 då han avgick med pension. Hans lön var till en början 208½ riksdaler silvermynt som 1810 höjdes till 250 riksdaler silvermynt, trots den för den tiden höga lönen drogs han ständigt med ekonomiska bekymmer och i mitten av december 1798 lämnade han utan tillstånd sin tjänst av fruktan för kreditorer. Från 1805 undervisade han Gustaf Adolf Enegren i medalj och myntgravyr. Hans medaljproduktion är sparsam och omfattar fyra kungliga medaljer och tre privata medaljer. Han utförde bland annat två medaljer över Gustav IV Adolf varav den ena tillkom som en förebild för kungabilden på riksdalermyntet och en medalj över hertig Karl 1792 samt en medalj över Carsten Rönnow 1788. Han medverkade i akademiens utställning 1790 där han tilldelades Första Silfermadasiilen och samtidigt utsågs till agré vid akademien. Wikman är representerad vid bland annat Nationalmuseum i Stockholm.